# Bernhard Kramer
Bernhard Kramer (* 3. August 1942 in Naumburg (Hessen)) ist ein deutscher Physiker. Er ist Vizepräsident der Jacobs University Bremen.

## Leben
Bernhard Kramer studierte von 1962 bis 1966 Physik an der Universität Marburg und promovierte 1967 bei Otfried Madelung. 1974 habilitierte er sich in Theoretischer Physik an der Universität Dortmund.
Bernhard Kramer war von 1971 bis 1974 Assistent am Institut für Physik an der Universität Dortmund. Zwischen 1974 und 1990 war er Privatdozent und von 1974 bis 1977 Assistenzprofessor an der Universität Dortmund.
Von 1977 bis 1978 war Kramer kommissarischer Leiter des Lehrstuhls für Theoretische Physik an der Universität Essen. Zwischen 1978 und 1993 war er Direktor und Professor für theoretische Grundlagen der Physikalisch-Technische Bundesanstalt in Braunschweig. Von 1990 bis 1993 war Kramer außerordentlicher Professor der Universität Dortmund. Zwischen 1993 und 2005 war er ordentlicher Professor für Theoretische Physik der Universität Hamburg. Seit Oktober 2005 Vizepräsident und Dekan der Fakultät für Ingenieurs- und Naturwissenschaften an der Jacobs University Bremen.
Neben seiner Lehrtätigkeit ist/war er auch an der Herausgabe verschiedener Publikationen beteiligt: Europhysics Letters (1992–1997), Physik in unserer Zeit (1993–2001), European Physical Journal (1997–2004), Advances in Solid State Physics (1997–2005) und Annalen der Physik (seit 1997).
Bernhard Kramer ist seit 1969 Mitglied der Deutschen Physikalischen Gesellschaft.

## Mitgliedschaften und Ehrungen
- 1990–1999: einige Auszeichnungen der NATO für die Organisation der NATO Advanced Study Institutes
- 2003: Ehrendoktorwürde der Technischen Universität Chemnitz[3]
- 2005: Mitgliedschaft der Japanischen Gesellschaft für die Förderung der Wissenschaft